# Koriba-Tanzou
Pour les articles homonymes, voir Koriba (homonymie).
Koriba-Tanzou est une localité située dans le département de Batié de la province du Noumbiel dans la région Sud-Ouest au Burkina Faso.

## Santé et éducation
Le centre de soins le plus proche de Koriba-Tanzou est le centre de santé et de promotion sociale (CSPS) de Koriba tandis que le centre médical avec antenne chirurgicale (CMA) de la province se trouve à Batié.